# Slipping Out
Slipping Out è il settimo e ultimo album dei The Trammps per l'etichetta Atlantic Records.

## Tracce
1. Loveland
2. Trained-Eye
3. Mellow Out
4. Groove All Mighty
5. Looking for You
6. Our Thought (Slipping Away)
7. I Don't Want to Ever Lose Your Love
8. Is There Any Room for Me
9. Breathtaking View